# Manuel Grund

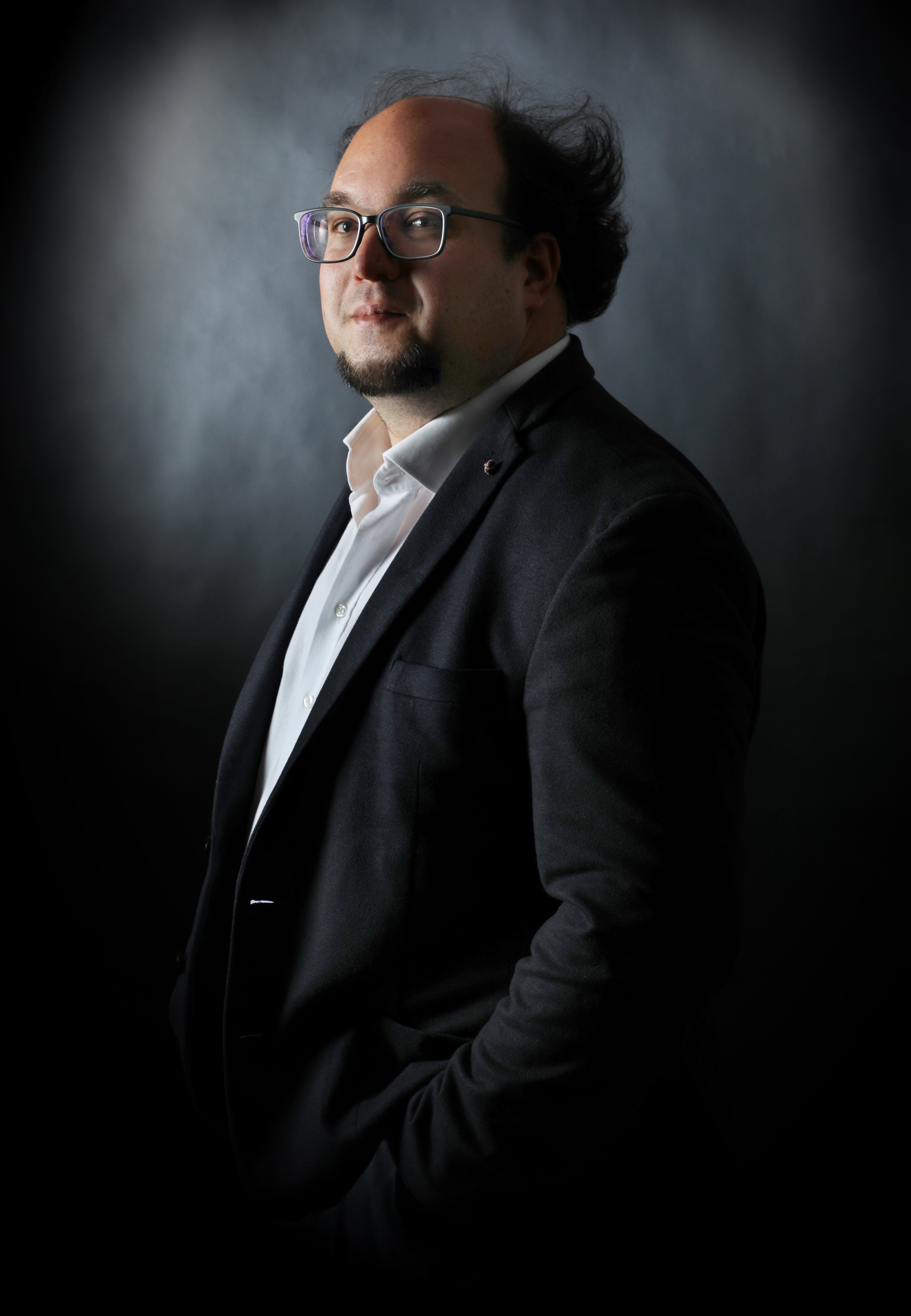
Manuel Grund

Manuel Grund (* 1988) ist ein deutscher Musikpädagoge, Dirigent und Komponist.

## Ausbildung und Vita
Manuel Grund erhielt seine erste Ausbildung am Schlagzeug, später am Klavier und Euphonium. Seine erste Berufsausbildung begann er an der Berufsfachschule für Musik in Sulzbach-Rosenberg bei Eckhard Kopetzki und schloss dieses erfolgreich als staatl. gepr. Chor-/Ensembleleiter ab. Anschließend studierte Manuel Grund Instrumentalpädagogik Schlagwerk (Edith Salmen und Andreas Winkler), Orchesterdirigieren (Christfried Göckeritz) sowie Chorleitung/Oratorieninterpretation (Hartwig Eschenburg) an der Hochschule für Musik und Theater Rostock. Er setzte sein Studium in Dirigieren sowie in Instrumentalpädagogik Schlagwerk (Dennis Kuhn) an der Staatlichen Hochschule für Musik und Darstellende Kunst Mannheim fort. Zudem absolvierte er an der Hochschule für Musik Saarbrücken erfolgreich das Masterstudium der Musikpädagogik (Michael Dartsch). Ergänzend studierte er im Weiterbildungs-Zertifikatsstudium Kultur- und Medienmanagement an der Hochschule für Musik und Theater Hamburg.
Meisterkurse, Workshops und private Studien u. a. bei Markus Leoson, Daniel Häker, Guido Rückel, Udo R. Follert und Maurice van Lieshaut ergänzen sein musikalisches Spektrum.
Gastverträge führten ihn an nationale und internationale Opernhäuser, Sinfonieorchester und Festivals, z. B. Philharmonisches Orchester Theater Vorpommern, Norddeutsche Philharmonie Rostock, Franz-Liszt Chamber Orchestra Budapest (Ungarn) und das „Brücken“-Festival für Neue Musik. Ebenso leitete er Gastdirigent diverse Orchester und Chöre u. a. in Spanien und den USA.
Neben seiner künstlerischen Tätigkeit ist Manuel Grund leidenschaftlicher und gefragter Pädagoge. Seit 2007 lehrt er an diversen Akademien, Konservatorien und Musikschulen, u. a. an der Städtischen Musikschule Vaihingen an der Enz, an der Musikschule Neustadt an der Weinstraße/Hambach die er bis 2020 als Musikschulleiter leitete. Als Lehrbeauftragter unterrichtete er zudem an der Universität Koblenz im Hauptfach Schlagwerk sowie an der iba – University of Cooperative Education in Heidelberg. 2018 war Manuel Grund u. a. Mitarbeiter von Maria Spychiger im FB2 an der Hochschule für Musik und darstellende Kunst Frankfurt am Main.
Tourneen, CD-, Rundfunk- und Fernsehaufnahmen und Zusammenarbeit z. B. mit Bob Ross, Zoltan Kocsis, Mona Harry oder dem Hilliard-Ensemble sind ebenso Teil seiner künstlerischen Tätigkeit.
Seit September 2021 ist Manuel Grund in der Schulleitung der Berufsfachschule für Musik Oberfranken tätig. Er unterrichtet in den Fächern Ensembleleitung, Arrangement, Harmonielehre/Tonsatz/Musiktheorie und ist Leiter des Konzertchores. Außerdem ist Manuel Grund künstlerischer Leiter des oberfränkischen Sing- und Musikschulwerks. Im September 2024 wurde er zum Leiter der Berufsfachschule für Musik & der Sing- und Musikschule im Landkreis-Kronach berufen.
In der Spielzeit 2021/22 wurde ihm die kommissarische Leitung des Sinfonieorchesters der Gesellschaft der Musikfreunde Neustadt bei Coburg übertragen. Im Februar 2022 wurde er zum musikalischen Leiter des Orchesters gewählt.
Seit Mai 2022 ist Manuel Grund geschäftsführender Vorsitzender der Max-Baumann-Gesellschaft e. V. Berlin und setzt sich für die Erforschung und Edition der Werke Max Baumanns ein.
2024 dirigierte er eine Opernproduktion mit Solisten und Konzertchor der Berufsfachschule für Musik Oberfranken und den Hofer Symphonikern. Inszeniert wird die Oper von Ulrich Kaufmann und Sigrid Friedmann (Wien).
Daneben tritt er als Verfasser von Lehrwerken, Arrangements, Kompositionen und Fachaufsätzen in Erscheinung und beschäftigt sich im Bereich der musikpädagogischen Forschung. Manuel Grund komponiert überwiegend für Percussion. Einige seiner Werke sind u. a. bei Universal Edition Wien und dem Musikverlag Scherbacher veröffentlicht.
Manuel Grund ist mit der Musikpädagogin Elise Magdalene Grund verheiratet und ist Vater von zwei Söhnen.

## Werke (Auswahl)
- „Schweben“ für Vibraphon Solo[6]
- „Fighting Drums“ für Percussion Duo[7]
- Skelett-Quartett „als schlüge man die Hölzlein zum Takte“ für Percussion Quartett
- „Graffiti-Beats“ für Percussion Trio
- „Printemps“ für Querflöte und Vibraphon

## Auszeichnungen
Wegen seiner Verdienste um die Erforschung und Edition der Werke Max Baumanns und der Uraufführung Baumanns 1. Sinfonie mit den Hofer Symphonikern im Mai 2024 wurde ihm die Max-Baumann-Medaille verliehen.

## Diskographie
- „Auf alle Fälle“, Paschen Records, 2011
- „Schwetzingen unerhört“ Paschen Records 2017[9]